# Gárdos Mária
Gárdos Mária (eredeti neve: Grünfeld Mariska) (Pintér Györgyné) (Nagyberény, 1885. október 1. – Budapest, 1973. január 23.) magyar írónő, újságíró, a szocialista nőmozgalom egyik vezetője.

## Élete
Grünfeld Mór és Müller Janka lánya. Családi hagyomány vitte szinte gyerekként a magyar szociáldemokrácia soraiba. Tizenöt éves korában lett a párt tagja, s ekkor jelent meg első írása a Népszavában. Alapítója, majd vezetőségi tagja a Kereskedelmi Alkalmazottak és Magántisztviselők Szakegyletének. Alapítója a Nők Asztaltársaságának, majd 1903-ban első elnöke a Magyarországi Nőmunkás Egyesületnek, s alapító szerkesztője az 1905-ben indult Nőmunkásnak. A szociáldemokrata nőmozgalom ekkoriban még határozottan állást foglalt a „szabad szerelem” és a házassági anyakönyvi kivonat nélküli együttélés mellett. Gárdos Mariska „nyíltan és bátran” hirdette a szociáldemokrata nőmunkások 1905. évi országos értekezletén, valamint újságcikkeiben „a szabad szerelem létjogosultságát, sőt fölényét a házasság örve alatt, szemünk előtt folyó erkölcstelenségekkel szemben”. Gárdos alig fogott bele beszédének ebbe a szakaszába, az országos értekezletre kirendelt hivatali biztos a témába vágó minden további megnyilvánulást megakadályozott.
Politikai és irodalmi munkássága népszerűvé tette a progresszív közvéleményben. Elismerően írt róla Ady Endre, s barátjának mondhatta többek közt Szabó Ervint. Első férje, Bresztovszky Ernő is kiemelkedő alakja volt a szocialista publicisztikának. Részt vett a haladó magyar irodalom és a szocialista munkásmozgalom kapcsolatát építő Népszava Olvasótár létrehozásában. Mint a párt nőszervező bizottságának titkára és mint szónok, agitátor országosan ismert személyiség volt, és tekintélyes alakja a nemzetközi szocialista nőmozgalomnak. 1912–1913-ban agitációs körúton járt az Egyesült Államokban, s közreműködött az ottani magyar nyelvű szociáldemokrata újság szerkesztésében.
Hazatérve némiképp visszavonult a nőmozgalomtól, s inkább újságírói, illetve szakszervezeti tevékenységet folytatott. A forradalmak idején azonban ismét szerepet vállalt a nőmunkás-mozgalomban, a Magyarországi Tanácsköztársaság idején az 500-as Tanács, a Népgazdasági Tanács, a Szellemi Termékek Országos Tanácsának tagja, a Vörös Ujság egyik szerkesztője, a népgyűlések gyakori szónoka. A Tanácsköztársaság megdöntése után egy ideig itthon bujkált, majd Bécsbe emigrált, s egyik vezetője lett a szociáldemokrata emigráció Világosság-csoportjának. A kommunistákhoz való viszonyát feszültté tette az a körülmény, hogy Frida húgát a Szovjetunióban kémkedés gyanújával letartóztatták, majd 1926-ban kivégezték. Mégis vele tartott kapcsolatot Landler Jenő, s az évtized végén vele kereste az együttműködést Garami Ernő.
Gárdos Mariska egyre nehezebben viselte el az emigrációt. Mélyen megrendítette Kunfi Zsigmond, majd Kalmár Henrik öngyilkossága, s ezért úgy döntött, hogy 1932-ben minden kockázatot vállalva hazatér. Itthon a Világosság-csoport szellemisége jegyében szigorú kritikusa volt a hazai pártvezetésnek, és az MSZDP propagandabizottságának tagja volt. 1935-ben izgatásért egyévi börtönbüntetésre ítélték.
Bár látása egyre gyengült, jelentős irodalmi, műfordítói és publicisztikai tevékenységet folytatott. Az ezekben az években írott munkái közül a legismertebb A nő a történelem sodrában. Népszerű szónoka volt a rendszeres pártnapoknak, és híresek voltak szemináriumai. Radikális antifasiszta megnyilvánulásaiért gyakran indítottak ellene eljárást, s a második világháború éveiben internálták. 1945 februárjában a Magyar Kommunista Párt tagja lett, a Magyar Nők Demokratikus Szövetsége egyik alapítója és első ügyvezető alelnöke, az Asszonyok című lap szerkesztő bizottságának tagja, 1947 és 1949 között a Szövetkezeti Élet főszerkesztője volt. 1949-től szinte megvakult, az aktív munkától visszavonulva csupán előadásokat tartott és önéletrajzának megírásával foglalkozott, amelyeket az 1960-as években két kötetben publikált. 1971-ben a Magyar Nők Országos Tanácsa örökös tiszteletbeli tagjává választották.
A Fiumei úti sírkert Munkásmozgalmi Panteonjában (Alsó terem, Felső sor 21) helyezték el urnáját (mely máig ott látható), majd 2003-ban a Rákoskeresztúri temető 5. parcellájába temették át hamvait.

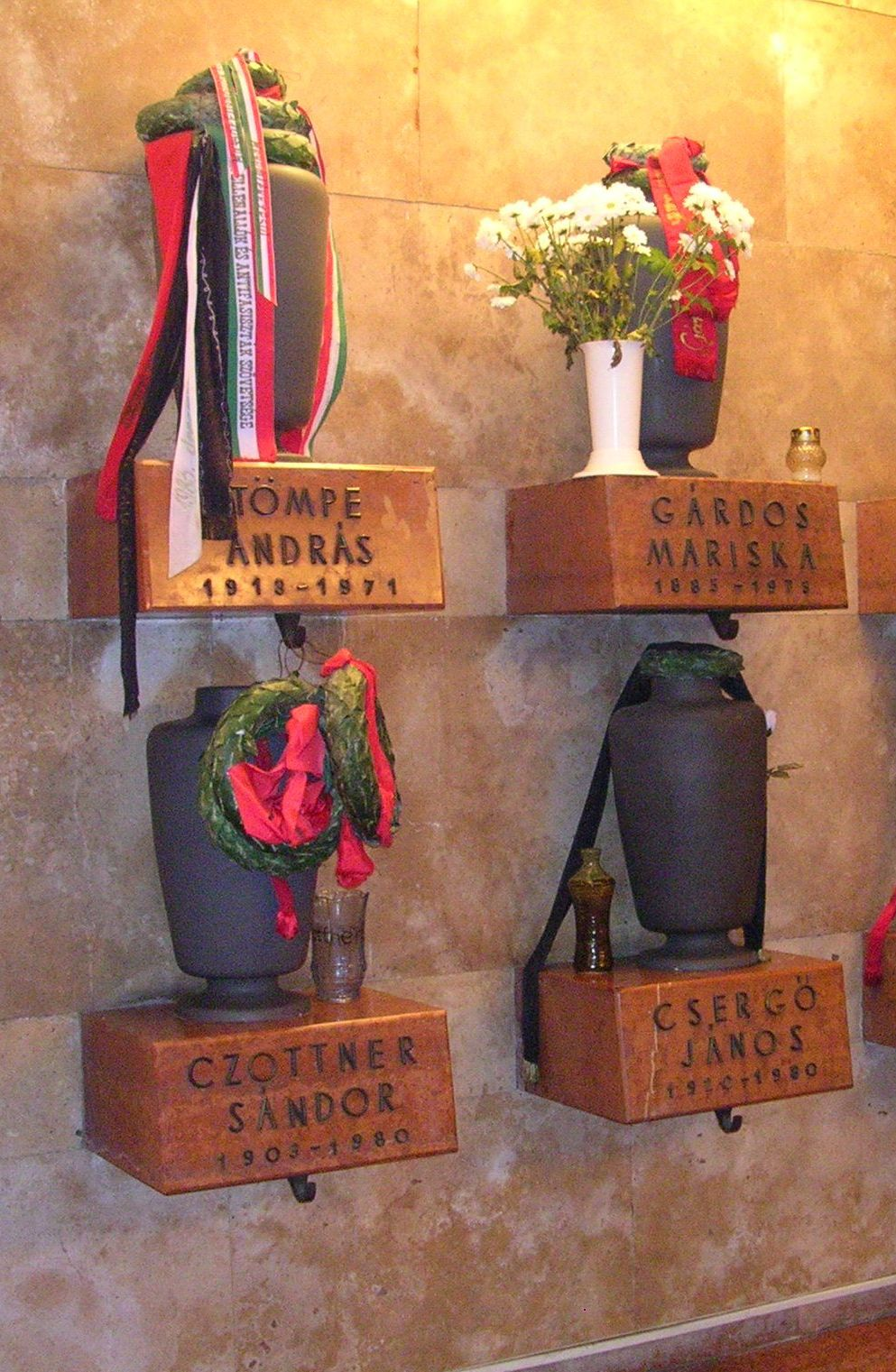
Urnája a Fiumei úti sírkert Munkásmozgalmi Panteonjában. Sírja 2003 óta az Új köztemetőben.

## Művei
- Az igazság, az élet (tanulmány, 1906)
- Kilenc hónap (elbeszélés, 1919)
- A jó Lujza (Louise Michel élete, regény, 1936)
- Trier legszebb lánya (Marx Károlyné, Westphallen Jenny, regény, 1938)
- A nő a történelem sodrában I.-III. 1939-1940 (1942)
- Szállj gondolat (visszaemlékezések, 1961)
- Kukoricán térdepelve (visszaemlékezések, 1964)
- Százarcú élet (visszaemlékezések, 1975)